# Futbol a El Salvador
El futbol és l'esport més popular a El Salvador, i és organitzat per la Federació Salvadorenca de Futbol.

## Història

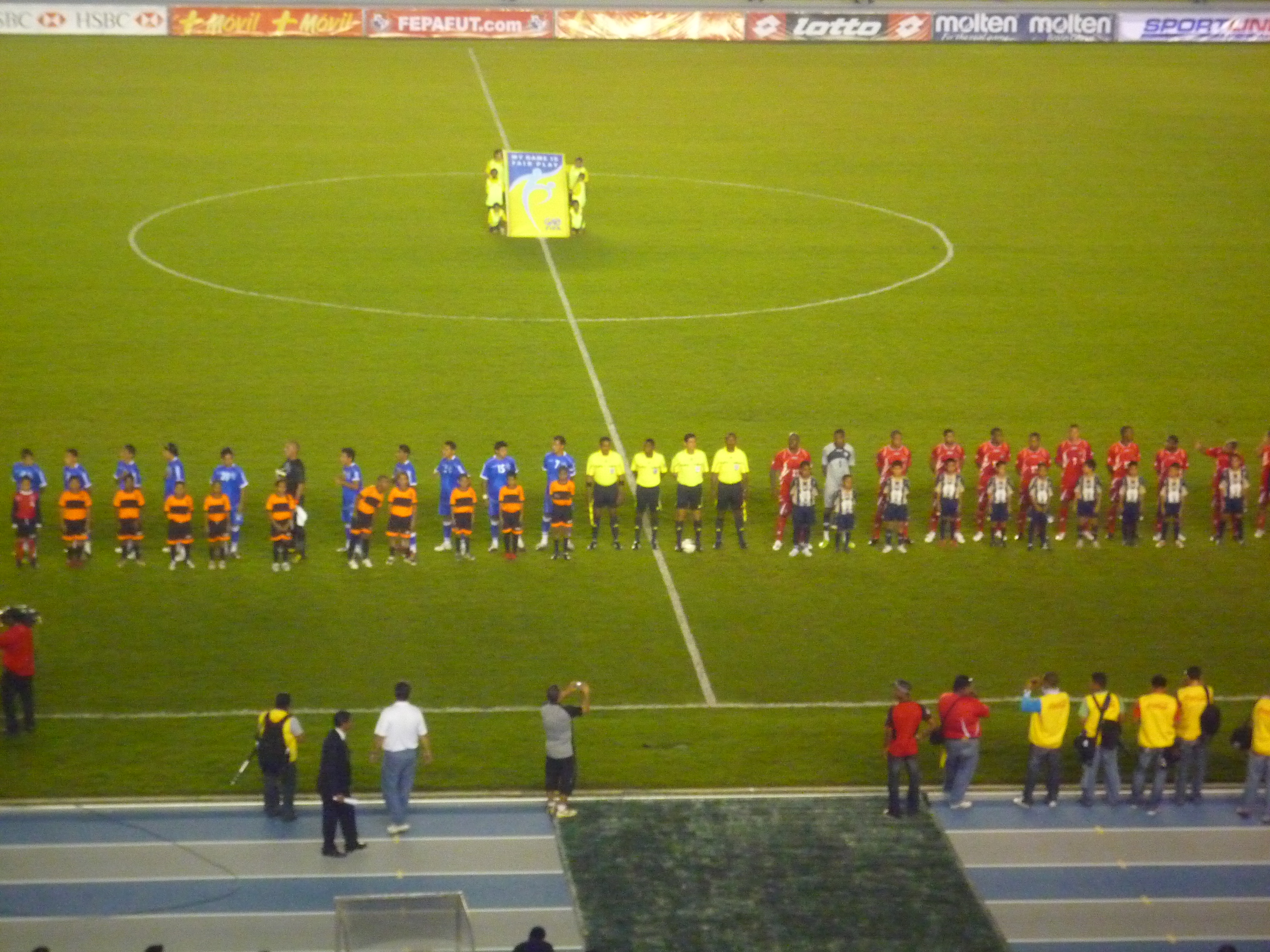
Partit Panamà-El Salvador, 8 d'octubre de 2010.

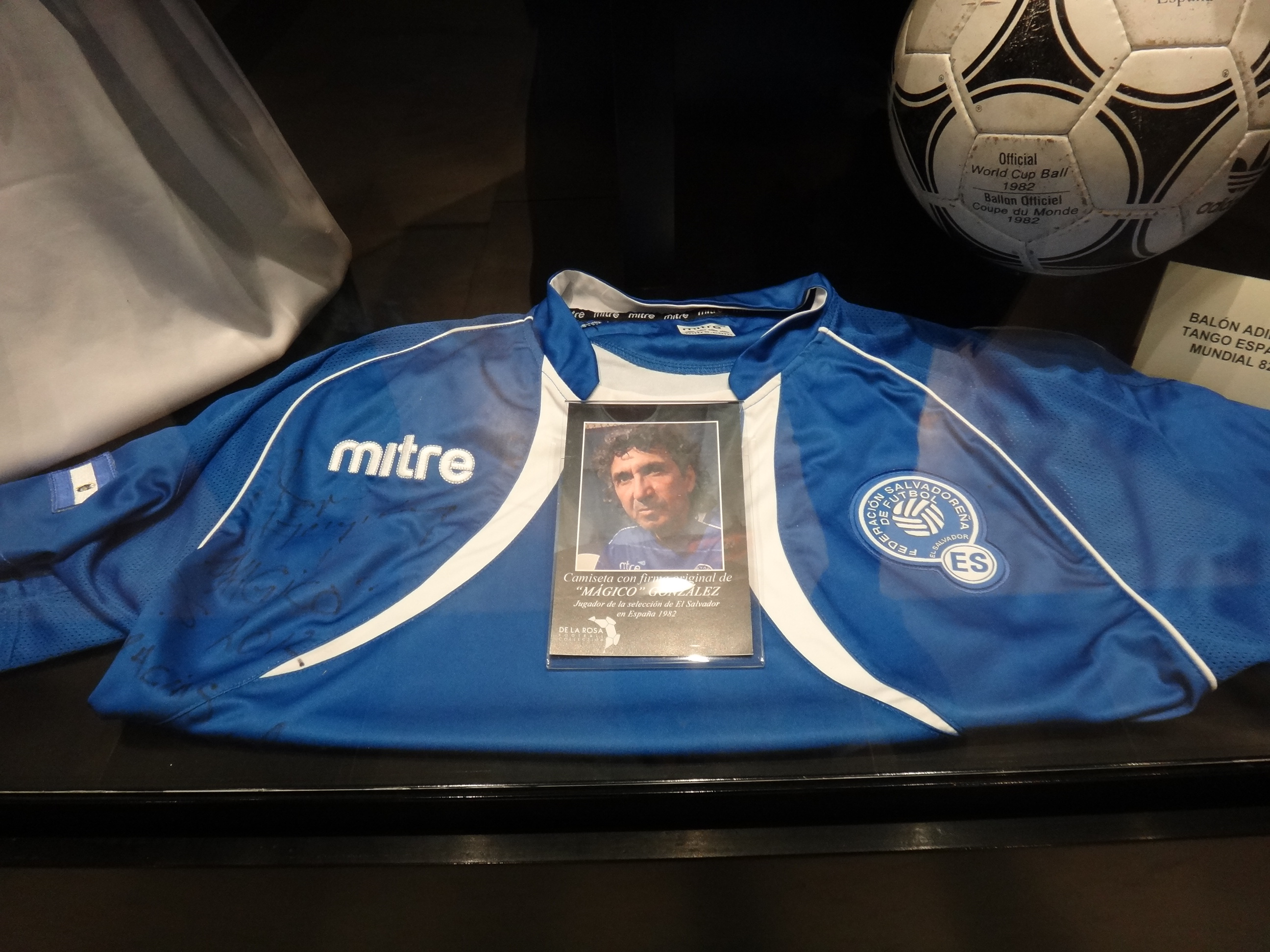
Samarreta d'El Salvador signada per Mágico González..

Les primeres informacions de la pràctica del futbol a El Salvador són de l'octubre de 1897 al Campo de Marte de San Salvador. El 28 de juliol de 1899 es disputà a Santa Ana un partit disputat per membres de l'entitat Sport Club de San Salvador. El 8 d'octubre de 1899 l'Sport Club de Santa Ana disputà un partit amb el seu homònim de la capital. Aquests anys es produeix el naixement de nombrosos equips. El 1899 es creen a la capital Small Foot Ball Club, Wilson Club Salvadoreño, Foot Ball Haculhuatecan Club i Palecah Pelota Foot Match. El 1900 apareix el Jolly Boys Foot Ball Club i el 1904 el Club Hércules.
Per que fa a la selecció, el primer partit el jugà el 1921, participant en els Jocs Centreamericans de Guatemala. La selecció de futbol del Salvador s'ha classificat per dos Copes del Món els anys 1970 i 1982. El triomf més important de la selecció fou la victòria al Campionat de la CCCF de 1943.
Un partit de classificació davant Hondures pel Mundial de 1970 fou la causa d'una guerra entre ambdós països que fou coneguda com la Guerra del Futbol.

## Competicions
- Lligues:
  - Primera División
  - Segunda División de Fútbol Salvadoreño
  - Tercera Division de Fútbol Salvadoreño

- Copes:
  - Copa El Salvador

## Principals clubs
Clubs campions del campionat nacional.
- CD FAS
- CD Águila
- Alianza FC
- CD Luis Ángel Firpo
- Atlético Marte
- AD Isidro Metapán
- Club Hércules
- Quequeisque FC
- CD 33
- Once Municipal
- Juventud Olímpica
- CD Dragón
- CD Maya
- Chinameca SC
- Libertad FC
- CD Santiagueño
- San Salvador FC
- España FC
- CD Platense
- CD Vista Hermosa

## Jugadors destacats
Fonts:
Des de 1920
- Ricardo Saprissa

Des de 1940
- Miguel Cruz

Des de 1950
- Juan Francisco Barraza
- Rigoberto Guzmán
- Conrado Miranda

Des de 1960
- Raúl Magaña
- Mauricio Pipo Rodríguez

Des de 1970
- Ramón Fagoaga
- Ever Hernández
- José Francisco Jovel

Des de 1980
- Jorge Mágico González
- Norberto Huezo
- Luis Guevara Mora
- José María Rivas
- Jaime Rodríguez

Des de 1990
- Raúl Díaz Arce
- Leonel Cárcamo
- José Mauricio Cienfuegos
- Jorge Rodríguez

Des de 2000
- Ronald Cerritos
- Alfredo Pacheco

Des de 2010
- Rodolfo Zelaya

## Principals estadis

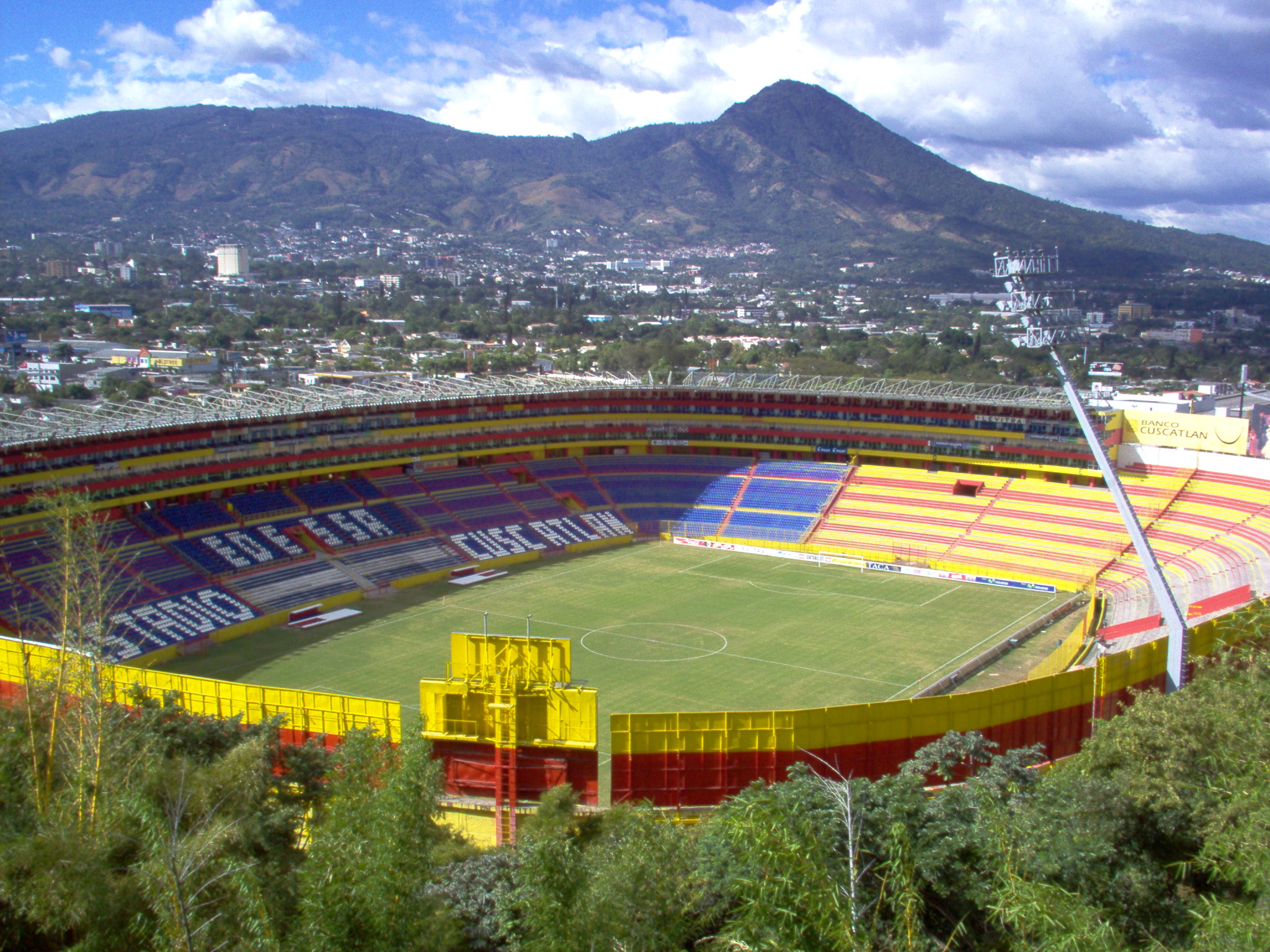
Estadi Cuscatlán.

| # | Estadi                                   | Seu          | Capacitat | Inauguració |
| - | ---------------------------------------- | ------------ | --------- | ----------- |
| 1 | Estadio Cuscatlán                        | San Salvador | 53.400    | 1976        |
| 2 | Estadio Nacional Jorge "Mágico" González | San Salvador | 35.000    | 1935        |
| 3 | Estadio Óscar Quiteño                    | Santa Ana    | 17.500    | 1963        |
| 4 | Estadio José Gregorio Martínez           | Chalatenango | 15.000    | 1975        |
| 5 | Estadio Juan Francisco Barraza           | San Miguel   | 15.000    | 1959        |